# Waterloo Bridge
Waterloo Bridge je most pro silniční a pěší dopravu přes řeku Temži v Londýně mezi Blackfriars Bridge a Hungerford Bridge. Most byl pojmenován na památku vítězství v Bitvě u Waterloo roku 1815. Poblíž mostu se nachází na západ – Westminster, jižní nábřeží a London Eye a na východ – City a Canary Wharf.

## Historie
Autorem prvního mostu na tomto místě byl John Renie a byl otevřen roku 1817. Na tomto mostě, který byl tvořen devíti žulovými oblouky, bylo vybíráno mýtné. Roku 1878 převzal správu mostu Metropolitan Board of Works, který zrušil vybírání mýtného. Na mostu byly shledány vážné konstrukční vady a tak ho MBW nechal vyztužit.
Ve 20. letech 20. století opotřebování mostu narůstalo. London County Council rozhodl o jeho demolici a výstavbě nového mostu, jehož autorem byl sir Giles Gilbert Scott. Nový most byl částečně zpřístupněn roku 1942 a dokončen roku 1945. Stavbu prováděly většinou ženy a tak se pro most vžilo označení Ženský most. Materiálem pro stavbu byl portlandský vápenec. Byl jediným mostem přes Temži, který byl poškozen bombardováním během druhé světové války.
Žulové kameny z původního mostu byly věnovány různým zemím spojeným s Velkou Británii pro posílení historických vazeb v rámci Britského impéria. Dva z kamenů se například nacházejí v Canbeře, hlavním městě Austrálie u Commonwealth Avenue Bridge.
Oblast u jižního konce mostu je známá jako jižní nábřeží a poblíž mostu se nachází Royal Festival Hall, stanice metra Waterloo, Queen Elizabeth Hall, Royal National Theatre a National Film Theatre. Severní konec mostu ústí na Victoria Embankment u Somerset House se mostní komunikace spojuje s ulicemi Strand a Aldwych.